# 吳欽 (正德進士)
吴钦（1460年—？年），字敬夫，浙江嚴州府淳安縣人，官籍。

## 生平
治《春秋》，由國子生中式戊午科（1498年）浙江鄉試第六十六名舉人，年四十九歲中式正德三年（1508年）戊辰科會試第一百九十五名，第三甲第三十二名進士。授丹徒县知县，历官刑部署员外事主事，十四年（1519年）三月升湖广按察司佥事。
云峰书院在太平鄉，《淳安县志》：宋进士吴攀龙建，后人吴钦重建。

## 家族
曾祖吴昶。祖父吴士才，封刑部主事。父吴倬，雲南按察司按察使。母程氏，封安人。慈侍下，弟钟、鈺、𨫼、釗、锳、铨、鐸、镗。